# Dimitar Stoyanov (1983)
Pour les articles homonymes, voir Stoyanov.
Dimitar Stoyanov, né le 17 mai 1983 à Sofia, est un homme politique bulgare, député européen (2007-2014), ancien membre du groupe Identité, Tradition, Souveraineté, dont il était membre du bureau, et du parti Ataka qu'il quitte en 2012 pour fonder le Parti national-démocrate (Българското национално-демократическа партия (Bŭlgarskoto natsionalno-demokraticheska partiya)), le 25 mars 2012. Il a fait scandale en ayant des propos, jugés sexistes et racistes par ses opposants, à l'égard d'une députée européenne hongroise d'origine rom.

## Parlement européen
Au Parlement européen, il est membre de :
- la Commission du développement régional
- la Commission de l'agriculture et du développement rural
- la Délégation pour les relations avec les pays du Machrek
- la Délégation à l'Assemblée parlementaire euroméditerranéenne

En septembre 2006, Dimitar Stoyanov, alors observateur au Parlement européen, compare Livia Jaroka, députée européenne hongroise d'origine tzigane et nommée « meilleur parlementaire 2006 », à une prostituée rom. Dans un courriel adressé à l'ensemble des parlementaires, il écrit : « Dans mon pays, il y a des dizaines de milliers de filles tziganes plus belles que cette honorable-là (...) Les meilleures d'entre elles sont chères - jusqu'à 5 000 euros pièce, Wow ! », ce qui provoquera les protestations des eurodéputés et la condamnation par le premier ministre et le président du Parlement bulgare.
Il fait partie en tant que parlementaire européen de l'Alliance européenne des mouvements nationaux.

## Responsabilités politiques
- Vice-président du parti politique "Ataka" (Attaque) (depuis le 17 avril 2005).
- Député à l'Assemblée nationale de la République de Bulgarie (40e législature) et secrétaire parlementaire (depuis le 11 juillet 2005).
- Vice-président de la commission de l'intégration européenne.
- Observateur au Parlement européen (septembre 2005 - décembre 2006).
- Député européen (2007-2014).
- Membre du conseil d'administration de la Fédération bulgare d'escrime (depuis août 2005).